# 邢台城墙
邢台城墙，为原顺德府城，位于中国河北省邢台市。1950年代，城墙拆毁，现仅存部分墙段。

## 历史
邢台城垣曾多次修筑，最早可追溯到周代。周惠王十八年（前659年），狄族南侵，至邢国境内。齐、宋、曹、卫四国联军合力击败外来之敌。为防侵扰，邢国始筑城墙。周襄王十七年（前635年），卫国灭邢国，城垣荒废。
晋咸和五年（330年），石勒建都襄国（今邢台），再筑城垣，称建平大城。
宋代，邢州刺史郭进重修城墙。
明天顺四年（1460年），增筑瓮城。
明万历十年（1582年）正月，顺德府知府王守诚重修府城，将原土城外包砖石。
清咸丰三年(1853年)，在南关外围筑围寨墙，称外城或小城。同治年间，外城墙易以砖石。
1947年，拆毁南城门。1949年秋，拆除西城门。1951年，拆毁大段南城墙。1958年，邢台直属队（市政公司前身）拆除了大部分北城墙。
2010年8月5日，邢台市历史文化公园内的古城墙坍塌。2014年，邢台城墙残段修复完工。